# Ca l'Espígol
Ca l'Espígol és una masia de Canet d'Adri (Gironès) protegida com a bé cultural d'interès local.

## Descripció
És una masia de forma rectangular al voltant d'un pati, tancada per una porxada amb dues portes d'accés fetes amb llinda d'una llosa plana i on hi ha una inscripció "JN ESPIGOL [creu llatina] 8 BRE 29-1792", i brancals de pedra. Consta de planta baixa i dos pisos superiors, coberta de teula àrab a dues vessants amb un ràfec de doble filera, a base de rajols plans i teules. Les parets són de pedra i morter de ciment, deixant a la vista els carreus que emmarquen les obertures i les cantonades. Les dues portes d'accés són amb llinda d'una llosa de forma plana i brancals de pedra, amb les inscripcions "POSSESSORS DE ESTA CASA RECORDAVOS DELS PASATS I DE MI JUAN ESPIGOL VEMEATET FER I ABRIL 25 DE 1789" i "DIE 22 [creu llatina] DEBRE 1718 JOAN ESP 1801MEAFESIT". Les finestres són de llinda plana, amb ampit i brancals de pedra. A la planta superior hi ha quatre finestres coronelles.